# William Brooke, 10. Baron Cobham

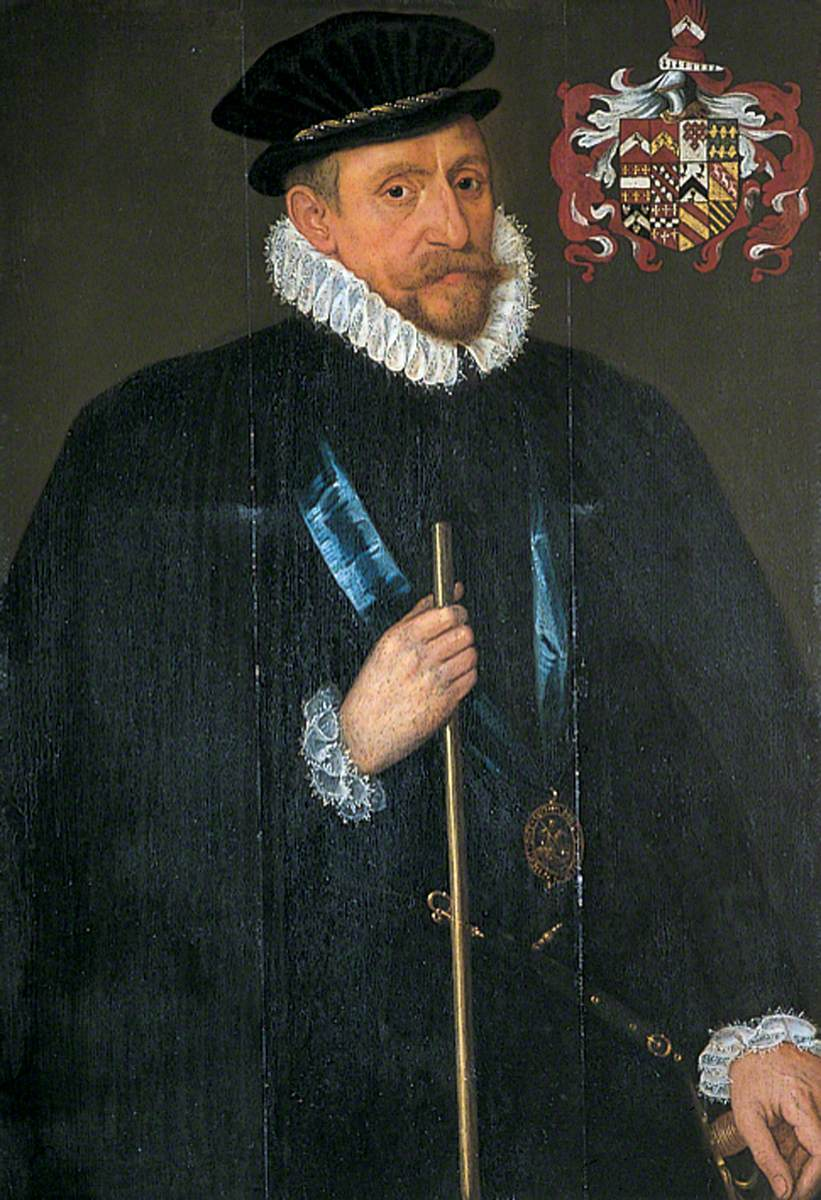
William Brooke, 10. Baron Cobham

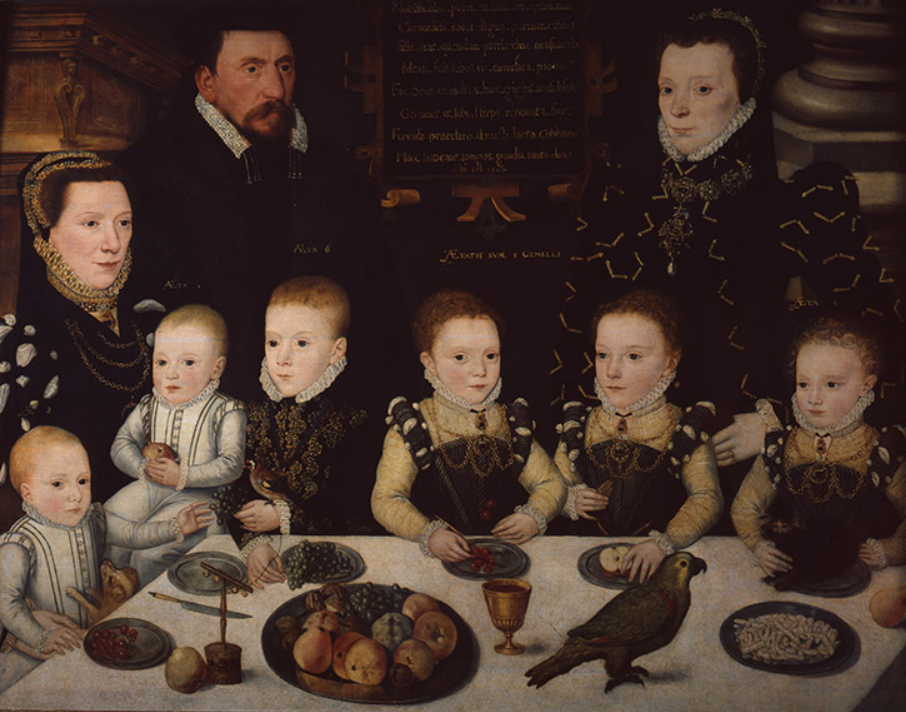
William Brooke, 10. Baron Cobham, und seine Familie, 1567

William Brooke, 10. Baron Cobham, KG (* 1. Dezember 1527; † 6. März 1597), war ein englischer Adliger und Politiker unter den Tudor.

## Leben
Er war der Sohn des George Brooke, 9. Baron Cobham (1497–1557) aus dessen Ehe mit Mary Braye, Tochter des Edmund Braye, 1. Baron Braye. Er besuchte die King’s School in Canterbury, unternahm eine Grand Tour durch Europa und studierte am Queens’ College der Universität Cambridge.
1547 wurde er erstmals ins englische House of Commons gewählt. Von 1547 bis 1552 war er Abgeordneter für das Borough Hythe in Kent, sowie von 1555 bis 1557 für das Borough Rochester in Kent.
Am 1. Dezember 1548 wurde er zum Knight Bachelor geschlagen. 1553 wurde diente er als Esquire of the body am Hof Königin Marias I. Beim Tod seines Vaters erbte er 1557 dessen Adelstitel als 10. Baron Cobham, wurde dadurch Mitglied des House of Lords und schied aus dem House of Commons aus. Im November 1558 wurde er als Diplomat in die Spanischen Niederlande entsandt, um dem dort weilenden König Philipp II. von Spanien den Tod seiner englischen Gemahlin, der Königin Maria I., zu melden. Ab Dezember 1558 hatte er die Ämter des Lord Warden of the Cinque Ports, des Constable von Dover Castle und des Lord Lieutenant von Kent inne.
Auch unter der neuen Königin, Elisabeth I., stand er in hoher Gunst. Er empfing sie 1559 auf seinem Landsitz Cobham Hall in Kent. 1578 und erneut 1588 war er Botschafter beim Gouverneur der Spanischen Niederlande. Am 23. April 1584 wurde er als Knight Companion in den Hosenbandorden berufen und am 15. April 1585 feierlich in den Orden eingeführt. Am 12. Februar 1585 wurde er ins Privy Council berufen. 1592 wurde er Custos des Eltham Palace and Park und im August 1596 erhielt er das Hofamt des Lord Chamberlain, das er bis zu seinem Tod innehatte.

## Ehen und Nachkommen
Er war in erster Ehe mit Dorothy Nevill († 1559), Tochter des George Nevill, 5. Baron Bergavenny, verheiratet, mit der er bereits im Alter von 13 Jahren verlobt worden war. Mit ihr hatte er eine Tochter:
- Hon. Frances Brooke, ⚭ (1) Thomas Coppinger, ⚭ (2) Edmund Beecher.

In zweiter Ehe heiratete er 1560 Frances Newton († 1592), Tochter des Sir John Newton, mit der der drei Töchter und vier Söhne hatte:
- Sir Maximilian Brooke (1560–1583);
- Hon. Frances Brooke, ⚭ (1) John Stourton, 9. Baron Stourton, ⚭ (2) Sir Edward Moore;
- Margaret Brooke (1563–1621) ⚭ Sir Thomas Sondes;
- Hon. Elizabeth Brooke (1563–1597) ⚭ Robert Cecil, 1. Earl of Salisbury;
- Henry Brooke, 11. Baron Cobham (1564–1619);
- Sir William Brooke (1565–1597), MP;
- Rev. George Brooke (1568–1603).

Er starb am 6. März 1597 und wurde von seinem Sohn Henry beerbt.